# Славгарадски рејон
Славгарадски рејон (блр. Слаўгарадскі раён; рус. Славгородский райо́н) је административна јединица другог нивоа у јужном делу Могиљовске области на истоку Републике Белорусије. 
Административни центар рејона је град Славгарад.

## Географија
Славгарадски рејон обухвата територију површине 1.317,82 км² и на 13. је месту по величини у Могиљовској области. Рејон се граничи са Чавуским рејоном на северу, Черикавским и Краснапољским на истоку те са Бихавским рејоном на западу. На југу су Рагачовски и Кармјански рејони Гомељске области.
Рејон обухвата подручје Чечорске и Оршанско-Могиљовске низије са просечним надморским висинама између 140 и 170 метара. Највиша тачка лежи на висини од 189 метара. 
Најважнији водоток је река Сож са својом притоком Проњом.
Око 37% територије рејона је под шумама, док култивисано земљиште заузима нешто преко 55% територије. 

## Историја
Рејон је основан 17. јула 1924. године као део Могиљовског округа, а део је Могиљовске области од 1938. године. Године 1945. преименован је на садашњи назив. Прво је расформиран 1962, а свега три године касније поново успостављен. 

## Демографија
Према резултатима пописа из 2009. на том подручју стално је било насељено 14.888 становника или у просеку 11,28 ст/км².
Основу популације чине Белоруси (94,63%), Руси (3,86%) и остали (1,51%).
Административно рејон је подељен на подручје града Славгарада, која је уједно и административни центар рејона, и на још 5 сеоских општина. На целој територији рејона постоји укупно 108 насељених места. 

## Саобраћај
Најважнији друмски правци који пролазе преко територије овог рејона су Р43 Барановичи—Кричав, Р71 Славгарад—Могиљов, Р119 Славгарад—Бихав, Р138 Славгарад—Чавуси и Р140 Славгарад—Краснапоље. 
Занимљиво је да преко рејона не пролази ни једна железничка линија. 